# Цветы и птицы лета и осени
«Цветы и птицы лета и осени» (яп. 夏秋花鳥図 касю:катё:дзу) — диптих из вертикальных свитков, созданный японским художником Сикибу Тэрутадой в середине XVI века. Произведение передано в дар фондом Мэри и Джексона Бёрк и находится в собрании Метрополитен-музея в Нью-Йорке.
Диптих представляет собой пример японской интерпретации традиционного сюжета китайской живописи цветы и птицы. На правой части произведения представлены мальвы и лилии, цветущие в середине лета; на другой части напротив них изображены цветы позднего лета и начала осени — гибискусы, хризантемы и трава эулалия. Птицы представлены парой трясогузок на «летней» части диптиха и зуйком на «осенней». Линия горизонта находится на низком уровне, создавая впечатление открытого пространства за её пределами, при этом самый высокий стебель растения фактически нивелирует ощущение расстояния, поскольку он находится над ритмически повторяющимися изогнутыми силуэтами холмов на фоне. Ощущение заполненности пространства сильнее на левой части диптиха, так как множество элементов композиции расположено в левом нижнем углу.
Для творчества Сикибу Тэрутады характерно изобилие деталей. В своих ранних работах он пытался подражать художнику Кэнко Сёкэю (около 1478—1523). «Цветы и птицы лета и осени» могли быть переосмыслением похожей работы Сёкэя (изображение птиц практически повторяет одну из работ Сёкэя, находящуюся в Национальном музее Киото). От него он перенял такие черты, как большое количество деталей и отсутствие расстояния. При этом сохранившиеся в настоящее время работы Сикибу Тэрутады свидетельствуют и о знакомстве художника со стилем школы живописи Кано. Элементы стиля, характерного для представителей школы Кано, проявляются и на этой работе: это яркие цвета, обрамлённые чёткими контурами тушью на листьях и стеблях.
В течение долгого времени авторство этой картины ошибочно приписывалось другому художнику — Кэнко Сёкэю, использовавшему псевдоним Сикибу Рюкё. Настоящего автора смогли определить лишь в 1905 году. На каждой части диптиха стоит по одной печати с подписью «Сикибу», но они практически теряются среди обилия деталей в нижней части работы (именно печати могли послужить причиной неправильного определения авторства). На более поздних работах художника стоят уже по две печати — «Сикибу» и «Тэрутада».